# Régine Charvet Pello
Régine Charvet Pello est une architecte d'intérieur et designer française née le 14 juillet 1957 à Alger. Elle a créé son agence, RCP Design Global, en 1986. Elle est une des fondatrices de la mise en œuvre du design sensoriel en France.
Elle est considérée en 2010, par le magazine Challenges comme faisant partie des « 200 qui font bouger la France ». Elle apparaît dans le Who's Who in France depuis 2014.

## Biographie

### Formation
Régine Charvet Pello effectue ses études à l’École Boulle à Paris. Elle fréquente dans les années 1980 les milieux parisiens de la culture et du design, travaille comme décoratrice pour les palais arabes et intègre la SAD, Société des artistes décorateurs au Grand Palais, avec pour rôle la promotion des jeunes créateurs de sa génération.

### Les débuts
Elle s’installe à Tours en 1985 et crée son agence de design et de communication (RCP Design Global) l'année suivante.  Elle est coresponsable sous l’égide de la SAD et du Ministère de la Culture, en 1986, des rencontres franco-italiennes du design à la Villa Médicis, l'Académie de France à Rome.
Elle conçoit et lance pour deux sessions, à Tours, en 1988 et en 1990, une biennale européenne autour de la culture et du design, « Créacité ».

### Les actions civiques et engagements politiques
Régine Charvet Pello prend une part active dans les pôles de compétitivité de sa région, et plus particulièrement celui de la Cosmetic Valley avec le développement d’un domaine d’action stratégique : le sensoriel. 
Elle a été membre de la Jeune Chambre Économique de Tours et présidente d'Horizon Entreprise, un réseau régional de chefs d'entreprises en région Centre.
Elle a été adjointe au maire à l’éducation et à l’enseignement supérieur à Tours.
Elle est aujourd'hui élue à la Chambre de commerce et d'industrie de Touraine.

### Le sensoriel
Elle a mené depuis 1990 un travail de recherche avec le laboratoire de conception et d'innovation de l’École des Arts et Métiers de Paris et surtout avec l’enseignant chercheur Jean-François Bassereau pour développer une nouvelle discipline : le design sensoriel, c'est-à-dire de proposer une meilleure qualité perçue compétitive et différentiante dans la conception des produits industriels.
Elle travaille actuellement avec l’Union européenne, les collectivités et l’Université François Rabelais de Tours à la création d'un Centre d’Études et de Recherche, Certesens, spécialisé dans les technologies du sensoriel au service de l’enseignement, de la recherche, des entreprises et du public. Il est inauguré en mars 2012.

### Le design transport public

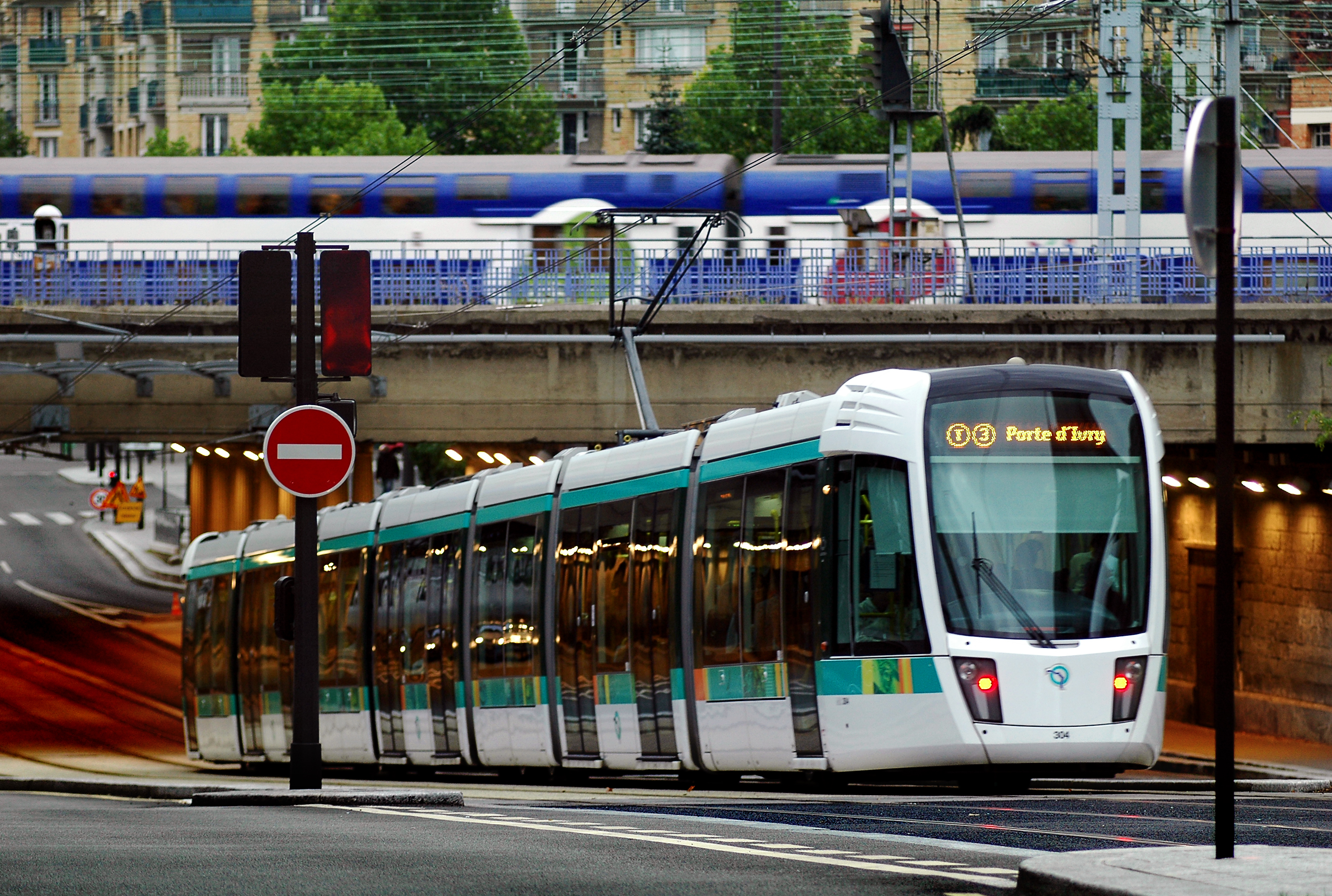
Le tramway de Paris et le Transilien.

Régine Charvet Pello a commencé dans le design de transport public en 1996 avec le design extérieur de la livrée du Transilien 2002, mais aussi la signalétique intérieure. En 2002, elle réalise avec son équipe le design du Tramway de Paris pour Alstom Transport,.
Elle intègre en 2003 le programme PREDIT avec la SNCF.
Toujours dans le transport ferroviaire, RCP Design Global, a réalisé en 2008 le design des espaces ludospace de Moovi TER et le design des sièges des Intercités Normandie. En 2010, elle a travaillé le design de la « Table + » pour l'équipementier SMTC et la SNCF (table de confort vis-à-vis ferroviaire des TGV).
En transports urbains, en plus de la ligne 3 du tramway d'Île-de-France, elle a aussi réalisé les tramways du Mans (en 2005), d’Angers (en 2006), et à l’étranger ceux d’Alger, d’Oran et de Constantine pour Alstom, ainsi que la navette aéroportuaire qui va du centre de Lyon à l'Aéroport Saint-Exupéry : Rhônexpress. Elle a réalisé le design de la livrée des bus du Mans et du BHNS du Mans pour la SETRAM et des bus d'Angers pour Angers Loire Métropole en 2006, mais aussi celle des transports interurbains d'Indre-et-Loire, Touraine Fil vert, et le design intérieur et extérieur des bus Fil bleu de l'agglomération tourangelle.
Entre 2008 et 2012, au sein du collectif « Ensemble(s) de la ligne » créé par Régine Charvet Pello, pour le futur tramway de Tours, elle travaille avec Louis Dandrel, Roger Tallon, Daniel Buren, Patrick Rimoux et Jacques Levy ,. L'agence a été chargée l'aménagement intérieur, le design et la livrée des rames, mais aussi la réalisation du livre blanc de la ligne 1. 
Elle réalise avec son équipe la rénovation des TGV Paris Sud Est dans le cadre de la mise en route de la ligne LGV Rhin-Rhône en décembre 2011, en privilégiant pour les nouveaux aménagements intérieurs un design axé sur l'usage avec une attention dédiée aux besoins du voyageur et à son confort,. Elle travaille avec la SNCF pour les « concepts sièges » des futurs TGV nouvelle générationavec une approche sensoriel.
Elle a travaillé sur les design des rames Neoval de la ligne B du métro de Rennes.
Depuis 2013, son agence conçoit le design de la Ligne 15 du métro de Paris (projet Grand Paris Express), dans l'équipe Systra, qui est chargé de l’assistance à maîtrise d’ouvrage sur les systèmes ainsi que la maîtrise d’œuvre pour le matériel roulant.

### Le design produit - ville durable

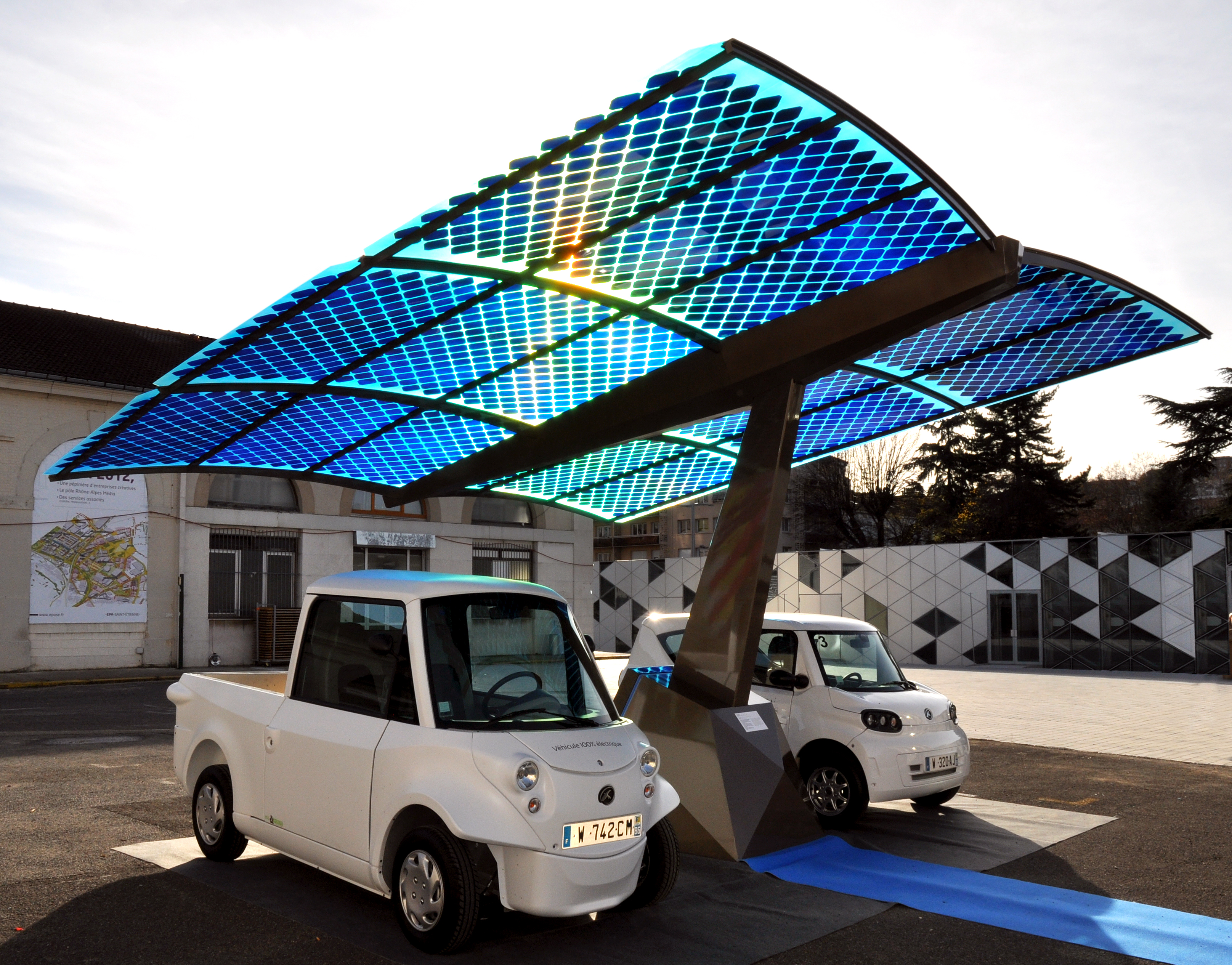
L'Ombrière station de recharge SUDI.

Régine Charvet Pello travaille depuis plus de dix ans, sur des projets dans le concept de ville durable. 
À travers des réalisations pédagogiques pour le Conseil général de la Haute-Garonne : création d’un outil pédagogique sur la thématique du bruit, destiné aux scolaires en 1999 et deux expositions « Sois net avec ta planète » et « Au cœur de l’énergie » en 2006. 
En 2007, elle a conçu une gamme d’aires de jeux écoconçue pour le fabricant Wikicat.
Dans le domaine des énergies renouvelables, elle a réalisé en 2009 le design d’une éolienne pour le seul fabricant français : Vergnet. En 2011, à son initiative, RCP Design Global s'est associé au groupe Hervé pour réaliser SUDI, une ombrière photovoltaïque. Toujours en 2011, avec son équipe elle a réalisé le design de Borneo City (Borne de recharge pour téléphones portables utilisant l’énergie solaire en libre-service).

### L'architecture d'intérieur
Outre les aménagements intérieurs dans les transports publics avec les TGV, les tramways et les espaces ludospace de Moovi TER, Régine Charvet Pello a effectué un travail de recherche et développement sensoriel sur la perception des cabines d’essayages pour la conception des « cabines d’essayage du futur » pour Shop Expert Valley.
Elle a aussi réalisé l'architecture d'intérieur de lieux prestigieux comme l'Hôtel de Ville de Tours, le conseil général d'Indre-et-Loire, la boutique et l'accueil du château de Chenonceau et réalise actuellement une rénovation partielle du Palais Bourbon pour l’Assemblée Nationale.

### Autres réalisations
Régine Charvet Pello a ouvert, avec son agence, en 2006, à Pékin un bureau orienté design et patrimoine français. Elle a coorganisé à Pékin en 2007 les journées de la coopération franco-chinoise pour les transports intelligents avec le Ministère de l’Écologie et Développement durable français et fut invitée par le Président de la République, Nicolas Sarkozy, la même année, à se joindre à la délégation du voyage officiel en Chine.
Elle a été invitée en 2010 au Pavillon français de l’Exposition Universelle de Shanghai à donner 2 conférences, une sur le design sensoriel et la cosmétique, l’autre sur le design du transport public.
Elle traite également la communication stratégique et le conseil de grands monuments français patrimoniaux et culturels comme le Château de Chambord, le château de Chenonceau, le Château du Clos Lucé, le Musée de Montmartre ou le château d'Amboise. Elle a développé une expérience dans la conception d’outils pédagogiques de Nathan Matériel Éducatif ou du CEA et dans le design de l’énergie éolienne et photovoltaïque pour les entreprises innovantes de ce secteur,.

## Récompenses

### Distinctions honorifiques
- Chevalière de l'ordre des Palmes académiques (2012)[41],[42].
- Chevalière de l'ordre national du Mérite (2018)

### Prix
- 2001 : Étoiles de l'Observeur du design 01 : « Jeux d'extérieur Gyrosat » - Proludic[43].
- 2004 : Lauréat Observeur du design 04 : « Jouet Manipuloo » - Éditions Nathan[44].
- 2006 : Lauréat Observeur du design 06 : « Tramway des Maréchaux à Paris » - RATP[45].
- 2006 : Lauréat Observeur du design 06 : « CYCLOTRI, borne interactive de la mallette pédagogique » - Conseil général de la Haute-Garonne[46].
- 2007 : Grand Prix Cap’ Com / Prix coup de cœur : « Ciel en Arc » - Société d'Équipement de la Touraine[47].
- 2009 : Lauréat Observeur du design 09 : « Éole, le village du vent, aire de jeux pour enfants de 2 à 7 ans » - Wiki-cat et ADAPEI 79[48].
- 2009 : Lauréat Observeur du design 09 : « Exposition énergies » - SMEPE (Syndicat Mixte pour l'Étude et la Protection de l'Environnement en Haute-Garonne)[49].
- 2009 : Lauréat Observeur du design 09 : « Birdlike, éolienne Farwind de 1MW » - Vergnet[36].
- 2011 : Lauréat Observeur du design 11 : « SMS, Sani Module System » - Sanitec[50].
- 2011 : Lauréat Observeur du design 11 : « Savebag, le book, cahier d’idées » - Savebag[51].
- 2011 : Lauréat Observeur du design 11 : « Chenonceau Store » - Château de Chenonceau[52].
- 2011 : Prix Matériel Roulant décerné par le magazine Ville, rail & transports : « Moovi TER » - Région Bretagne[53].
- 2011 : Rail d’Argent décerné par le magazine Ville, rail & transports : « Intercités Normandie » - Région Haute-Normandie[53].
- 2012 : Lauréat Observeur du design 12 : « Table +, table confort vis-à-vis ferroviaire » - SMTC - SNCF[16].
- 2013 : Lauréat Observeur du design 13 : « Bornéo City, borne solaire autonome de distribution d’énergie et de services » - Energie Solaire et Services (E2S)[54].
- 2013 : Lauréat Observeur du design 13 : « SUDI, ombrière photovoltaïque pour véhicules électriques » - C.E.L Groupe Hervé[55].
- 2013 : Supplier of the Year - Light Rail Awards : « Tramway de Tours » - pour le design et le management du design du projet de la 1re ligne de tramway[56].
- 2014 : Étoiles de l'Observeur du design 14 & Prix du design numérique : « Le 4e paysage : identité de la 1ère ligne de tramway de Tours »[57].
- 2014 : Trophée de l'Innovation - Projet collaboratif : « Le 4e paysage : identité de la 1ère ligne de tramway de Tours »[58].
- 2014 : Talent INPI :  stratégie de développement [59].
- 2015 : German Design Award - Special Mention - Excellent Product Design – Transportation and Public Design : « Tramway de Tours » - Straßenbahnlinie in Tours [60].

## Ouvrages
- Jean-François Bassereau, Régine Charvet-Pello, Louise Bonnamy, Design sensoriel, Paris, juillet 2009 (lire en ligne).
- Jean-François Bassereau, Régine Charvet-Pello, Dictionnaire des mots du sensoriel, Paris, Tec & Doc - Editions Lavoisier 2004, avril 2011, 544 p. (ISBN 2-7430-1277-3, lire en ligne).
- Régine Charvet-Pello, manifeste d'ensemble(s), la ligne : pour le tramway de Tours, Tours, édition RCP, août 2013, 75 p. (ISBN 978-2-9546220-0-2).